# Darren Reid
Darren Reid (né le 8 mai 1983 à Lac La Biche dans la province d'Alberta au Canada) est un joueur professionnel canadien de hockey sur glace. Il évoluait au poste d'ailier droit.

## Biographie
Alors qu'il évoluait pour les Tigers de Medicine Hat dans la LHOu, il est repêché au huitième tour, 256e rang au total, par le Lightning de Tampa Bay lors du repêchage d'entrée dans la LNH 2002. Il devient professionnel en 2004-2005 avec les Falcons de Springfield dans la LAH et fait ses débuts dans la LNH la saison suivante avec le Lightning. En novembre 2006, il est échangé aux Flyers de Philadelphie contre Daniel Corso. 
Il a pris part à 21 matchs dans la LNH, que ce soit avec le Lightning ou les Flyers, et a majoritairement évolué dans la LAH au cours de sa carrière. Il a remporté la Coupe Calder en 2009 avec les Bears de Hershey.

## Statistiques
| Saison     | Équipe                          | Ligue         |    | Saison régulière | Saison régulière | Saison régulière | Saison régulière | Saison régulière |    | Séries éliminatoires | Séries éliminatoires | Séries éliminatoires | Séries éliminatoires | Séries éliminatoires |
| Saison     | Équipe                          | Ligue         | PJ | B                | A                | Pts              | Pun              | PJ               | B  | A                    | Pts                  | Pun                  |                      |                      |
| 1999-2000  | Thunder de Drayton Valley       | AJHL          | 2  | 0                | 1                | 1                | 0                | -                | -  | -                    | -                    | -                    |                      |                      |
| 2000-2001  | Thunder de Drayton Valley       | AJHL          | 55 | 8                | 18               | 26               | 116              | -                | -  | -                    | -                    | -                    |                      |                      |
| 2001-2002  | Thunder de Drayton Valley       | AJHL          | 31 | 9                | 12               | 21               | 195              | -                | -  | -                    | -                    | -                    |                      |                      |
| 2001-2002  | Tigers de Medicine Hat          | LHOu          | 37 | 8                | 9                | 17               | 70               | -                | -  | -                    | -                    | -                    |                      |                      |
| 2002-2003  | Tigers de Medicine Hat          | LHOu          | 63 | 14               | 30               | 44               | 163              | 11               | 5  | 0                    | 5                    | 19                   |                      |                      |
| 2003-2004  | Tigers de Medicine Hat          | LHOu          | 67 | 33               | 48               | 81               | 194              | 20               | 13 | 8                    | 21                   | 31                   |                      |                      |
| 2004-2005  | Falcons de Springfield          | LAH           | 56 | 3                | 19               | 22               | 99               | -                | -  | -                    | -                    | -                    |                      |                      |
| 2005-2006  | Falcons de Springfield          | LAH           | 50 | 8                | 9                | 17               | 59               | -                | -  | -                    | -                    | -                    |                      |                      |
| 2005-2006  | Lightning de Tampa Bay          | LNH           | 7  | 0                | 1                | 1                | 0                | -                | -  | -                    | -                    | -                    |                      |                      |
| 2006-2007  | Falcons de Springfield          | LAH           | 10 | 1                | 0                | 1                | 5                | -                | -  | -                    | -                    | -                    |                      |                      |
| 2006-2007  | Phantoms de Philadelphie        | LAH           | 43 | 16               | 14               | 30               | 20               | -                | -  | -                    | -                    | -                    |                      |                      |
| 2006-2007  | Flyers de Philadelphie          | LNH           | 14 | 0                | 0                | 0                | 18               | -                | -  | -                    | -                    | -                    |                      |                      |
| 2007-2008  | Phantoms de Philadelphie        | LAH           | 41 | 8                | 13               | 21               | 37               | 9                | 1  | 2                    | 3                    | 0                    |                      |                      |
| 2008-2009  | Bears de Hershey                | LAH           | 38 | 2                | 3                | 5                | 61               | 7                | 3  | 0                    | 3                    | 18                   |                      |                      |
| 2009-2010  | Bears de Hershey                | LAH           | 21 | 6                | 2                | 8                | 20               | -                | -  | -                    | -                    | -                    |                      |                      |
| 2009-2010  | Royals de Reading               | ECHL          | 1  | 0                | 2                | 2                | 0                | -                | -  | -                    | -                    | -                    |                      |                      |
| 2009-2010  | Stingrays de la Caroline du Sud | ECHL          | 2  | 1                | 0                | 1                | 2                | -                | -  | -                    | -                    | -                    |                      |                      |
| 2009-2010  | Heilbronner Falken              | 2. Bundesliga | 8  | 0                | 4                | 4                | 8                | 3                | 0  | 0                    | 0                    | 12                   |                      |                      |
| Totaux LNH | Totaux LNH                      | Totaux LNH    | 21 | 0                | 1                | 1                | 18               | -                | -  | -                    | -                    | -                    |                      |                      |